# Shannon Elizabeth

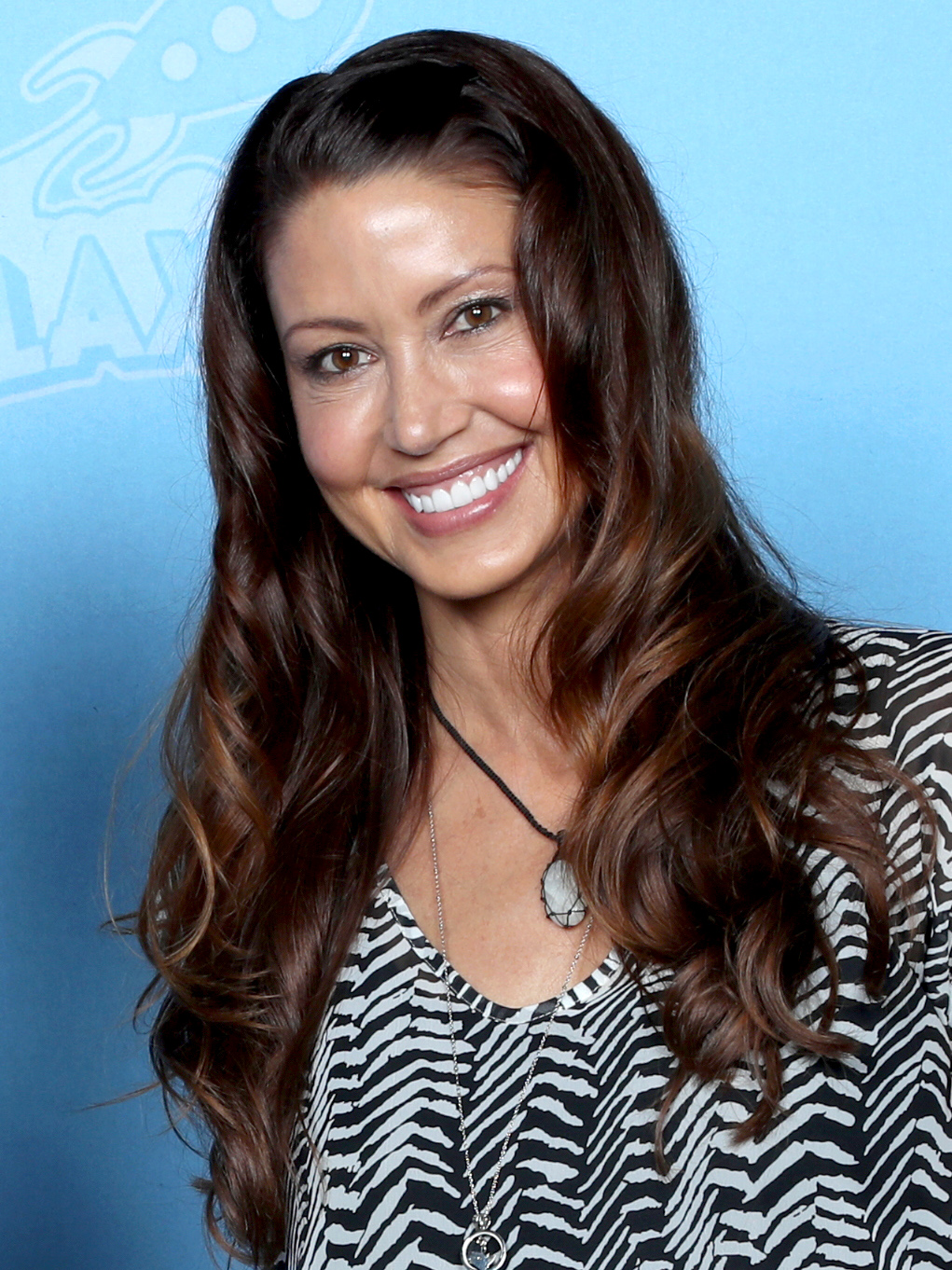
Shannon Elizabeth (2021)

Shannon Elizabeth Fadal (* 7. September 1973 in Houston, Texas) ist eine US-amerikanische Schauspielerin und Pokerspielerin.

## Leben
Das ehemalige Model wuchs in Waco, Texas, als Tochter eines syrisch-libanesischen Vaters und einer Cherokee auf. Nach ihrem Schulabschluss 1991 ging sie nach New York City, um dort als Fotomodell zu arbeiten. Danach zog sie nach Los Angeles, wo sie die Schauspielschule besuchte. Sie begann als Schauspielerin mit kleinen Nebenrollen sowie mit Auftritten in Werbespots und Musikvideos.
Im August 1999 erschien eine Serie mit Aktfotos in der US-Ausgabe des Playboy; im März des folgenden Jahres wurden einige Bilder der Fotostrecke auch in der deutschen Ausgabe des Playboy veröffentlicht. Noch im gleichen Jahr gelang ihr der Durchbruch als Schauspielerin mit der Rolle der freizügigen tschechischen Austauschschülerin Nadia im Film American Pie – Wie ein heißer Apfelkuchen.
Shannon Elizabeth wurde vom Onlinepokerraum Full Tilt Poker gesponsert und hatte 2008 einen Vertrag mit Mansion Poker. Bei der National Heads-Up Poker Championship 2007 erreichte sie das Halbfinale und erhielt 125.000 US-Dollar, bei der World Series of Poker (WSOP) am Las Vegas Strip erzielte sie bislang fünf Geldplatzierungen. Dort war ihr bestes Turnierergebnis ein zweiter Platz unter 83 Teilnehmern bei einer Wohltätigkeitspartie, dem Ante Up For Africa bei der WSOP 2012, der ihr knapp 80.000 US-Dollar einbrachte. Ihre bis dato letzte Live-Geldplatzierung erzielte sie im August 2013.
Im Juni 2002 heiratete Shannon Elizabeth in Mexiko ihren Schauspielkollegen Joseph D. Reitman, mit dem sie zuvor in drei Filmen zusammen aufgetreten war. Seit März 2005 lebt das Paar getrennt.

## Filmografie (Auswahl)
- 1996: Arli$$ (Fernsehserie, 1 Episode)
- 1997: Eine starke Familie (Step by Step)
- 1997: Jack Frost – Der eiskalte Killer (Jack Frost)
- 1999: American Pie – Wie ein heißer Apfelkuchen (American Pie)
- 1999: Dying to Live
- 2000: Dish Dogs
- 2000: Scary Movie
- 2001: Jay und Silent Bob schlagen zurück (Jay and Silent Bob Strike Back)
- 2001: 13 Geister (Thirteen Ghosts)
- 2001: Tomcats
- 2001: American Pie 2
- 2003: Tatsächlich… Liebe (Love Actually)
- 2003–2005: Die wilden Siebziger (Fernsehserie, 9 Episoden)
- 2004: Familie Johnson geht auf Reisen (Johnson Family Vacation)
- 2005: Verflucht (Cursed)
- 2005: Heirat mit Hindernissen (Confessions of an American Bride, Fernsehfilm)
- 2005: The Kid & I
- 2007: The Grand
- 2008: You Belong to Me (Fernsehfilm)
- 2008: All in – Alles oder nichts (Deal)
- 2008: Night of the Demons
- 2011: A Novel Romance
- 2012: Golden Winter – Wir suchen ein Zuhause (Golden Winter)
- 2012: American Pie: Das Klassentreffen (American Reunion)
- 2012: A Green Story
- 2013: In the Dark (Fernsehfilm)
- 2013: Melissa & Joey (Fernsehserie, 1 Episode)
- 2013: Catch a Christmas Star (Fernsehfilm)
- 2014: The Outsider
- 2015: Marshall’s Miracle (Marshall the Miracle Dog)
- 2016: Gibby
- 2016: Swing Away
- 2019: Jay and Silent Bob Reboot
- 2020: Playing with Beethoven
- 2023: Weihnachten im Traumhaus